# 曹毅
曹毅（1954年—），土家族，中华人民共和国政治人物、第十一届全国政协委员。
加入中国民主同盟，担任十一届全国政协常务委员、民盟湖北省恩施土家族苗族自治州主委。2008年，当选第十一届全国政协常务委员，代表少数民族界，分入第五十组。